# 1981
1981 (MCMLXXXI) var ett normalår som började en torsdag i den gregorianska kalendern.

## Händelser

### Januari

Grekland går med i Europeiska gemenskaperna, idag EU.

- 1 januari – Grekland går med i Europeiska gemenskaperna (EG)[1].
- 3 januari – 2 personer omkommer då ett privatflygplan störtar vid Göteborg, Sverige.[2]
- 4 januari – Brittisk polis griper Peter Sutcliffe, även känd som "The Yorkshire Ripper", för mord på 13 kvinnor.[3]

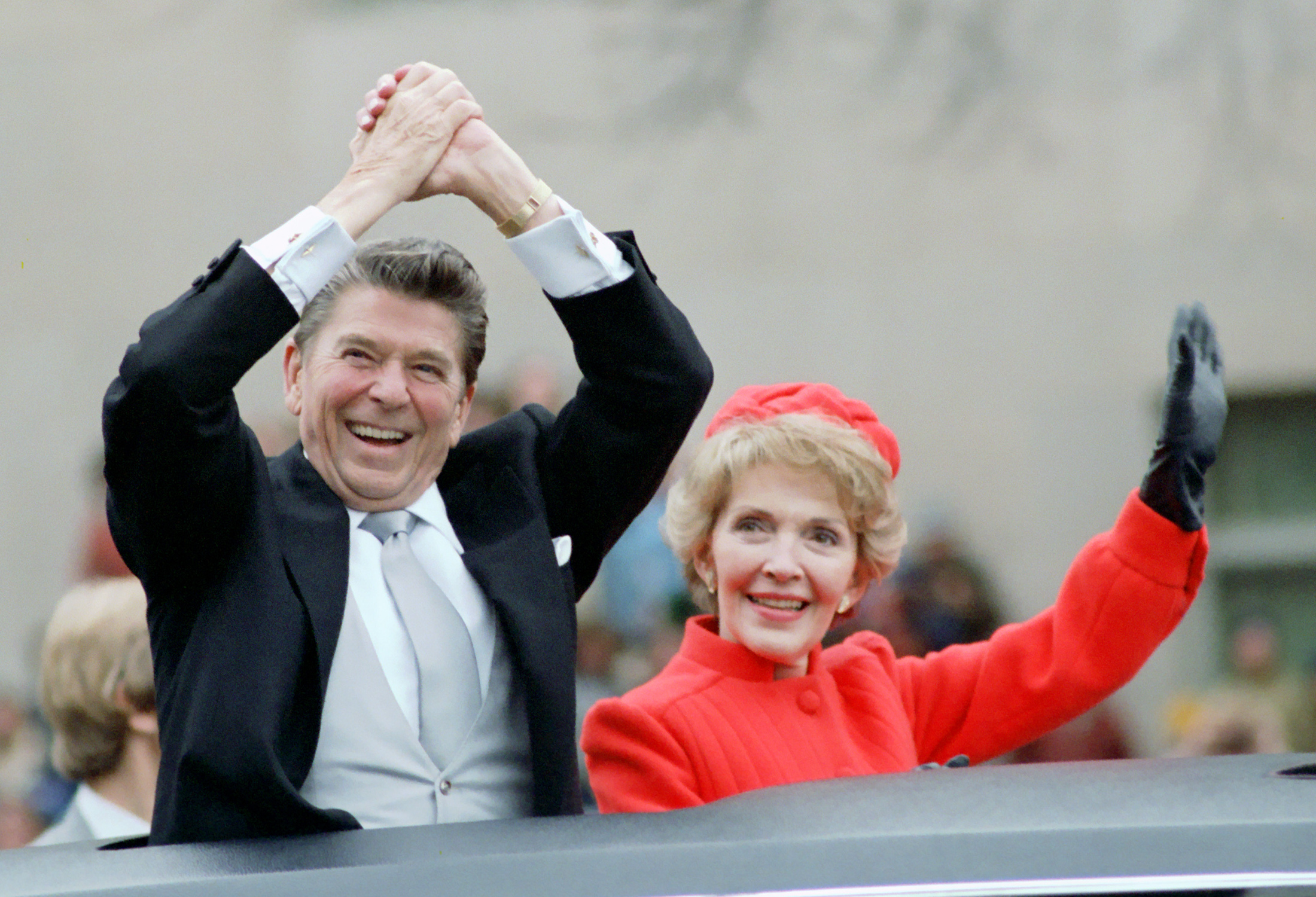
Ronald Reagan blir USA:s 40:e president

- 7 januari – Ett sovjetiskt tankfartyg går på grund vid Dalarö i Stockholms skärgård, Sverige och stora resurser sätts in för att stoppa skador på öarna. 200 ton olja har tagits upp efter tre veckor.[4]
- 20 januari
  - Ronald Reagan installeras som USA:s 40:e president, och George H. W. Bush blir USA:s nye vicepresident.
  - Den av 52 personer bestående amerikanska ambassadpersonalen i Teheran, Iran som hållits som gisslan sedan den 4 november 1979 (444 dagar), friges.[1]
- 25 januari – Mao Zedongs änka Jiang Qing döms till döden under rättegången mot "de fyras gäng" i Kina.[3]
- 27 januari – Minst 467 personer omkommer då en indonesisk färja kantrar.[2]
- 29 januari – Sveriges högsta domstol avkunnar dom i det så kallade Skattefjällsmålet och fastslår, efter en 15 år lång process, att de svenska fjällen ägs av svenska staten, men att samerna har nyttjanderätt enligt rennäringslagen.[5]
- 30 januari – Amerikanska TV-serien Dallas debuterar i SVT[6].

### Februari
- 3 februari – Gro Harlem Brundtland (Arbeiderpartiet) blir Norges och Nordens första kvinnliga statsminister.[1]
- 13 februari – Den före detta chefen för det statliga svenska teleteknikföretaget Telub, Bengt Dahlberg, erkänner att libyer fått militär och civil utbildning genom företagets försorg[7].
- 14 februari – 49 personer omkommer vid en diskoteksbrand i Dublin.[2]
- 23 februari – Högerextrema civilgardister tränger sig in i Spaniens parlaments sessionssal och tar ledamöter som gisslan i ett statskuppförsök. Kung Juan Carlos I vägrar stödja kuppmakarna, som ger upp.[1] Juan Carlos slår i ett TV-tal fast att Spanien är en demokrati.[3]
- 24 februari – Vid en razzia i klostret i Alsike finner svensk polis tio undangömda flyktingar som skall utvisas från Sverige.[8]
- 26 februari – Tjockoljebälten upptäcks utanför Oskarshamn, Sverige.[4]
- 27 februari – Domnarvets fyra masugnar läggs ned av SSAB.

### Mars
- 1 mars

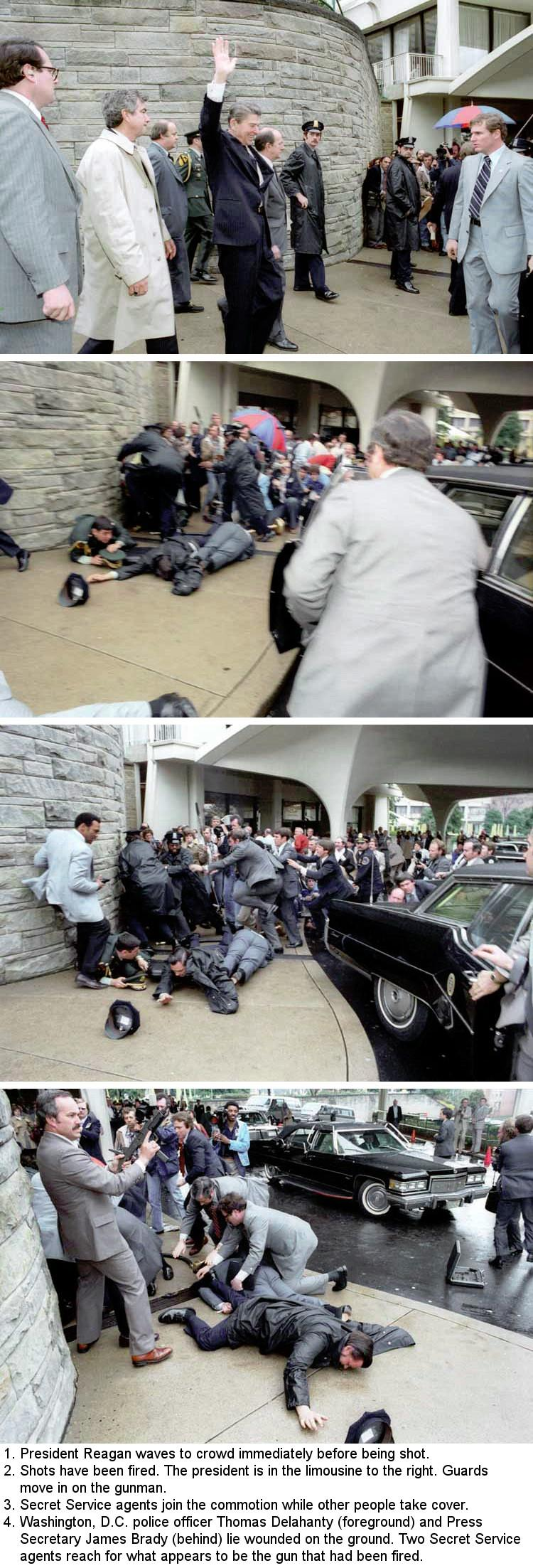
Attentat mot Ronald Reagan.

  - En hungerstrejk inleds i Long Kesh-fängelset i Nordirland då IRA-medlemmen Bobby Sands vägrar äta.
  - Årets upplaga av Vasaloppet vinns av Sven-Åke Lundbäck, Sverige, och i mål en timme senare kommer Meeri Bodelid från Sandviken som vinner den nyinrättade damklassen när kvinnor för första gången deltar officiellt i Vasaloppet[1].
- 11 mars – 1 807 anställda vid Öresundsvarvet i Landskrona varslas om uppsägning, och Sveriges största enskilda industrinedläggning är därmed ett faktum.

- 19 mars – Färjestad BK vinner SM-guld i ishockey för första gången i klubbens historia.
- 30 mars – USA:s president Ronald Reagan utsätts för ett misslyckat attentat av en 25-årig man i Washington D.C., där han emellertid skottskadas.[1] Attentatsmannen John Hinckley, Jr. grips på platsen.[3]
- Mars – Den svenska regeringen och Socialdemokraterna förhandlar om en skattereform.

### April
- 2 april – Hårda strider i Libanon mellan syriska soldater och kristen milis[9].
- 7 april – Sveriges statsminister Thorbjörn Fälldin inleder ett veckolångt officiellt besök i Kina. Det är första gången en svensk statsminister besöker Kina[10].
- 8 april – Spännarhyttans masugn utanför Norberg läggs ned.

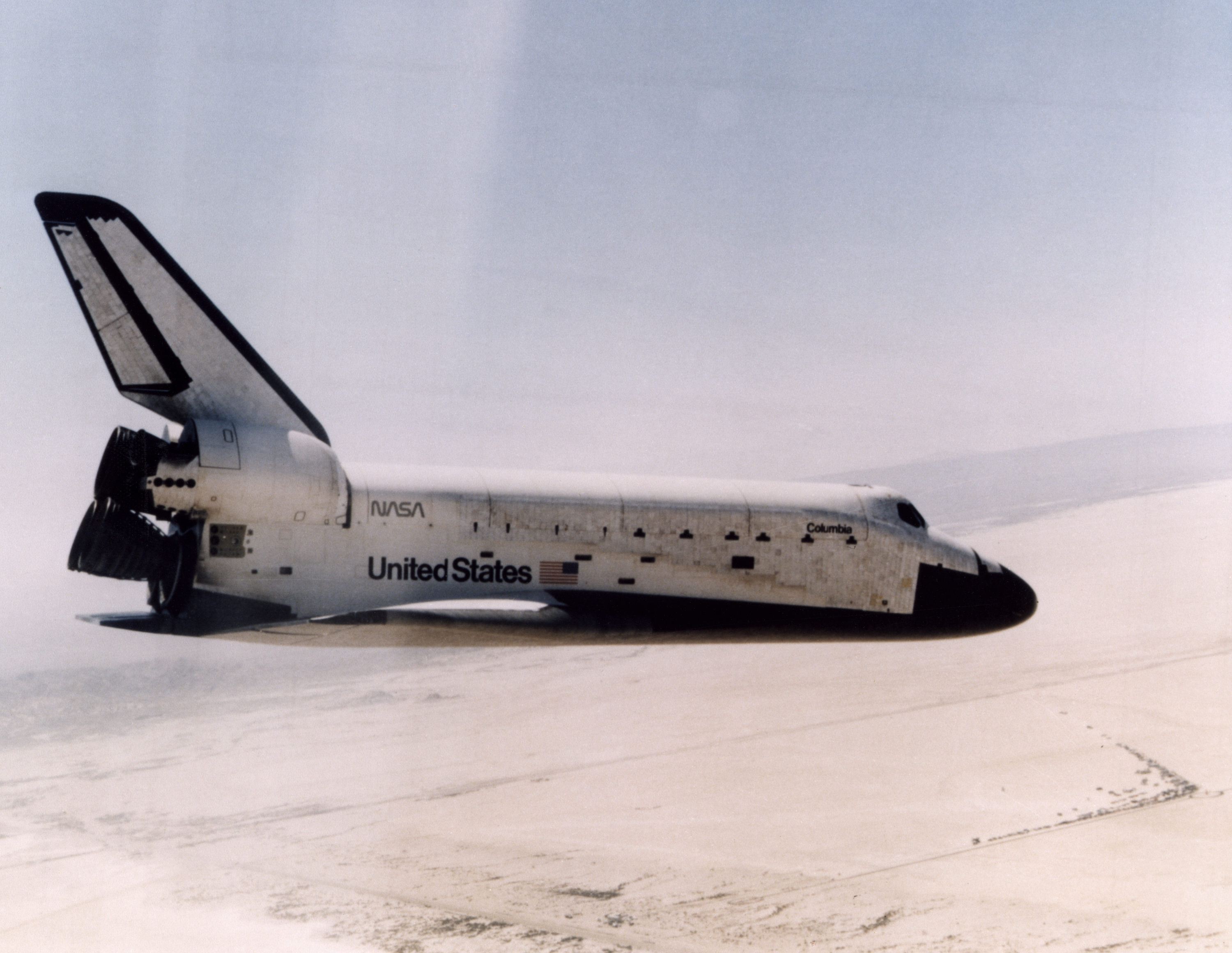
Columbia blir den första rymdfärjan som skjuts upp.

- 12 april – Columbia blir den första rymdfärjan som skjuts upp. Uppdraget kallas STS-1, och återvänder hem till jorden efter två dagar.[3]
- 24 april – Socialdemokraterna, Centerpartiet och Folkpartiet i Sverige enas om en kompromiss i skattefrågan under vad som har kallats "den underbara natten".[3]
- 28 april – 38 000 medlemmar i Svenska Bankmannaförbundet går ut i Sveriges första bankstrejk då man kräver högre lön. Alla bankkontor i Sverige stängs.[5]
- 30 april – I Kristianopel trampas tre ungdomar ihjäl vid en konsert av den svenska popgruppen Gyllene Tider[11]. De förolyckade trampas ihjäl då folkmassan på 5 000 personer trängs för att komma in på festplatsen.[5]

### Maj
- 4 maj – Sedan Centerpartiet och Folkpartiet gjort upp med Socialdemokraterna protesterar Moderaterna och lämnar Sveriges regering.[1]
- 5 maj – Moderaterna lämnar Sveriges regering i protest mot skattekompromissen den 24 april[12].
- 8 maj – Thorbjörn Fälldin lämnar in sin avskedsansökan som Sveriges statsminister.[5]
- 10 maj – Socialisten François Mitterrand vinner presidentvalet i Frankrike efter 23 års borgerligt innehav av ämbetet.[1]
- 13 maj – Ett attentat utförs mot påven Johannes Paulus II på Petersplatsen då den 23-årige högerextremisten Mehmet Ali Ağca från Turkiet avlossar tre pistolskott.[1] Ağca döms till livstids fängelse.[3].
- 14 maj – Sveriges riksdag erkänner teckenspråket som dövas första språk i Sverige[13].
- 19 maj – Thorbjörn Fälldin bildar en ny svensk regering bestående av Centerpartiet och Folkpartiet.[8]
- 22 maj – Thorbjörn Fälldins koalitionsregering med Folkpartiet tillträder.[1] Oppositionen kräver nyval.[5]

### Juni
- Juni – Över 10 000 ton giftig sand har samlats ihop på stranden vid jylländska Harboøre, Danmark där stora mängder gifter som kvicksilveravfall och DDT lagligt dumpades under 1950- och 1960-talen. Stora områden har spärrats av, och saneringen fortsätter.[4]
- 1 juni
  - Systembolaget börjar på försök hålla lördagsstängt.[8]
  - Enhetliga portobestämmelser för alla inrikes brevförsändelser införs i Sverige.
- 6 juni – 2 000 personer omkommer då ett tåg i Indien störtar ner från en järnvägsbro i en flod.[2]
- 8 juni – Björn Borg, Sverige vinner franska öppna tennismästerskapen för sjätte gången.[1] Mats Wilander, Sverige tar juniortiteln.[8]
- 11 juni
  - Nästan 5 000 personer dödas vid ett jordskalv i Iran[14].
  - I Sverige utses Lennart Orehag att efterträda Birgitta Ulvhammar som chef för SÖ från 1 juli 1981[15].
- 22 juni – Jan Carlzon utses till VD och koncernchef för SAS.[5]
- 27 juni – Den Afrikanska stadgan om mänskliga och folkens rättigheter undertecknas i Nairobi, Kenya.
- 30 juni – Statsägda Eisers fabrik i Sollefteå, som skall läggas ned, ockuperas i åtta månader av sömmerskorna.[8]

### Juli
- 1 juli
  - Comvik lanserar det första mobiltelefonsystemet i Sverige.[16]
- 17 juli
  - Israeliska stridsflygplan bombar Beirut, och förstör flera byggnader där PLO-relaterade grupper håller till. Uppskattningsvis 300 civila dödas, vilket leder till internationellt fördömande och amerikanskt embargo på flygmaskinsexporter till Israel.[17]
  - Två gångbroar i Kansas City rasar vid en danstävling, och 110 personer omkommer.[2]
- 29 juli
  - Flera tusen personer dödas vid en jordbävning i Iran[14].
  - Storbritanniens tronarvinge Prins Charles gifter sig med lady Diana Spencer (som blir prinsessan Diana) i St Pauls-katedralen, London i "århundradets bröllop".[1]

### Augusti

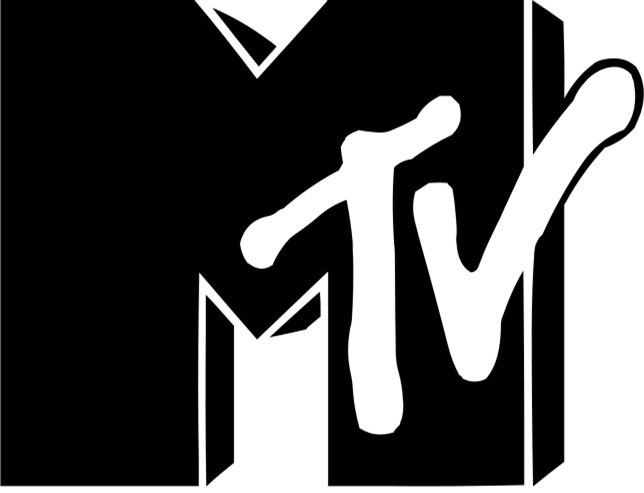
MTV börjar sända över kabel-TV-nätet i USA, och spelar musikvideor 24 timmar om dygnet.

- 1 augusti – MTV börjar sända över kabel-TV-nätet i USA, och spelar musikvideor 24 timmar om dygnet,[18]. Först ut är The Buggles låt Video Killed the Radio Star.
- 12 augusti – IBM släpper sin omtalade persondator och ger den namnet IBM 5150.
- 19 augusti – Amerikanska krigsflygplan från hangarfartyget USS Nimitz skjuter ner två libyska jetflygplan, av vilka ett avlossat en värmesökande jaktrobot. USA utför navigeringsövningar i Sidrabukten, men Libyen gör anspråk på området som sitt territorialvatten, medan USA hävdar att det rör sig om internationellt vatten.[19].
- 22 augusti – Humorgruppen Galenskaparna medverkar i underhållningsprogrammet Sommar i Stenungsund.
- 24 augusti – Svensk polis stormar Irans ambassad i Stockholm som ockuperats av 35 studenter som protesterar mot våldet och avrättningarna i Iran under Ruhollah Khomeinis ledning[5].
- 29 augusti – Sånggruppen After Shave medverkar i underhållningsprogrammet Sommar i Stenungsund.

### September
- Andra halvan av året - Den svenska regeringen presenterar omfattande besparingsförslag för att minska budgetunderskottet.
- 3 september
  - Anwar Sadat tvingar Shenouda III, påve och patriark av Alexandria, överhuvud för koptisk-ortodoxa kyrkan, att gå i exil, och ersätter kyrkans hierarkiska patriarkat med en biskopskommitté.
  - 65 personer omkommer vid en kolgruveexplosion i Záluží, Tjeckoslovakien.[2]
- 14 september – Sverige devalverar svenska kronan med 10 %[3], sänker momsen med 2,3 %[3] och inför prisstopp[8]som varar året ut[12].
- 18 september
  - Bibelkommissionen överlämnar den svenska nyöversättningen av Nya testamentet till Sveriges utbildningsminister[8].
  - Stockholmstidningen börjar åter utkomma, nu som socialdemokratisk morgontidning speciellt inriktad på Stockholmsområdet[12].
- 19 september – Under en kongress i Örebro bildas ett nytt svenskt politiskt parti, Miljöpartiet[1]. Partiet bildas av bland andra f.d. folkpartisten Per Gahrton[8], och har från början alternerande ordförandeskap.
- 20 september – Tre personer omkommer och 106 skadas när en bilbomb exploderar utanför en synagoga i Antwerpen, Belgien.

Belize

- 21 september – Brittiska Honduras blir självständigt som Belize[20].
- 30 september – Frankrike avskaffar dödsstraffet[21].

### Oktober
- 2 oktober – I Polen väljs Lech Wałęsa till ordförande för fackföreningen Solidaritet[9].

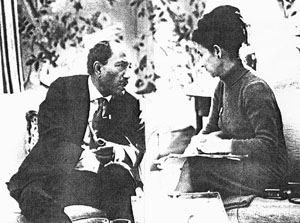
Egyptens president Anwar Sadat mördas.

- 6 oktober – Egyptens president Anwar Sadat mördas vid ett attentat under en militärparad i Kairo av en mordpatrull ur "Organisationen för Egyptens befrielse".[1]
- 7 oktober – Den svenska barnboksförfattaren Astrid Lindgren ger ut sagan Ronja rövardotter[22].
- 16 oktober – Ett 90-tal arbetare i Japan dödas av giftig gas i en kolgruva.[2]
- 18 oktober – Hosni Mubarak tillträder som Egyptens nye president efter Anwar Sadat[9].
- 25 oktober – I Sverige väljs Ulf Adelsohn till Moderaternas partiledare efter Gösta Bohman.[1]
- 26 oktober – Finlands president Urho Kekkonen lämnar in sin avskedsansökan efter 25 år på posten.
- 27 oktober
  - Den sovjetiska ubåten U 137 går på grund på svenskt inre vatten utanför Karlskrona[1] vid inloppet till Gåsefjärden i Karlskrona skärgård, vilket är på militärt skyddsområde, och ubåten står fast där i över en vecka.[8]
  - Finlands president Urho Kekkonen avgår av hälsoskäl efter 25 år.[1]
- 30 oktober – Martinprocessen tillämpas för sista gången i Sverige i samband med att Boxholms AB:s basiska martinugn läggs ned.

### November
- 6 november – U 137 bogseras ut på internationellt vatten.[5]
- 9 november - Nya Tjörnbron invigs.[8]
- 12 november – Rymdfärjan Columbia lyfter för andra gången och blir därmed den första rymdfarkost som återanvänds.
- 15 november – Vid ett politiskt möte i Mexiko rasar en läktare, och 51 personer omkommer.[2]
- 17 november – Reijo Piippo byter efternamn till Stävenborg
- 19 november – Socialstyrelsen förbjuder införsel och försäljning av anabola steroider i Sverige.[8]
- 20 november – Ett Gibraltarregistrerat fartyg går på grund utanför Klaipeda, Sovjetunionen och 16 000 ton eldningsolja vållar stora skador på Sovjetunionens kust.[4]

### December
- 1 december – 178 personer omkommer då ett jugoslaviskt charterflygplan störtar över Korsika.[2]
- 3 december
  - Den svenska regeringen föreslår, att man ska kunna genomföra ett namnbyte under livet om man vill och att makar ska få välja vilket av bådas efternamn de vill ha.[5]
  - Benny Andersson gifter sig med Mona Nörklit i Gustav Adolfskyrkan, Stockholm.

- 10 december – Kai Siegbahn, Sverige delar för sin forskning kring elektroner Nobelpriset i fysik[8] med Nicolaas Bloembergen, USA och Arthur L Schawlow, USA.
- 11 december – Omkring 1 000 civila massakreras av militären i El Salvador.
- 13 december
  - Polens president Wojciech Jaruzelski inför undantagstillstånd. Fackföreningen Solidaritet upplöses[1] och ledaren Lech Wałęsa grips.
  - Den svenska friidrottaren Linda Haglund stängs av i 18 månader på grund av dopning[3].
- 14 december – Israel annekterar Golanhöjderna, vilket dock inte erkänns internationellt[23].
- 15 december – Javier Pérez de Cuéllar från Peru väljs till FN:s nye generalsekreterare.[1]

### Okänt datum
- USA skickar militär personal till El Salvador, där regeringen kämpar mot en gerillaoffensiv.[19]
- Det svenska beklädnadsarbetareförbundet strejkar i protest mot minskade subventioner och tullskydd för textilindustrin.
- Ett nytt ramavtal sluts mellan Sverige och USA om krigsmateriel och sekretesskydd.
- Den svenska lagen om tvångsvård av missbrukare (LVM) antas.[8]
- Inskränkningar görs i indexuppräkningen av de svenska pensionerna.
- De svenska statsbidragen till arbetslöshetsförsäkring och barnomsorg sänks.
- Storbritannien hyr ut Brittiska territoriet i Indiska oceanen till USA.
- Sverige höjer brevportot till 1:65 SEK.
- Kanoner från svenska regalskeppet Kronan, som sjönk utanför Öland 1676, bärgas.[8].
- I Sverige får man vid giftermål nu välja vilket av parternas namn man vill.[8]
- Iteracykeln börjar tillverkas i Vilhelmina[24]

## Födda

### Första kvartalet

#### Januari
- 1 januari – Jonas Armstrong, irländsk skådespelare.
- 10 januari
  - Eeva Kalli, finländsk politiker.
  - Jared Kushner, amerikansk politisk rådgivare, affärsman och jurist.
- 15 januari
  - El-Hadji Diouf, senegalesisk fotbollsspelare.
  - Pitbull (född Armando Christian Pérez), kubansk-amerikansk sångare, låtskrivare och producent.
- 18 januari – Maria Parr, norsk barnboksförfattare.
- 20 januari – Melissa Rippon, australisk vattenpolospelare.
- 25 januari
  - Alicia Keys, amerikansk musiker.
  - John Hron, svensk mordoffer.
- 28 januari – Elijah Wood, amerikansk skådespelare.
- 30 januari – Afonso Alves, brasiliansk fotbollsspelare.
- 31 januari – Justin Timberlake, amerikansk sångare.

#### Februari
- 1 februari – Gustaf Norén, svensk musiker (Mando Diao).
- 5 februari – Cecilia Berlin, svensk docent.
- 9 februari – Tom Hiddleston, brittisk skådespelare.
- 11 februari – Kelly Rowland, amerikansk sångerska (Destiny's Child).
- 13 februari – Liam Miller, irländsk fotbollsspelare.
- 16 februari
  - Jenny Kallur, svensk friidrottare.
  - Susanna Kallur, svensk friidrottare.
- 17 februari
  - Joseph Gordon-Levitt, amerikansk skådespelare.
  - Paris Hilton, amerikansk skådespelare, sångare och fotomodell.
- 18 februari
  - Ericka Lorenz, amerikansk vattenpolospelare.
  - Ebba von Sydow, svensk journalist, författare och chefredaktör.
- 24 februari – Lleyton Hewitt, australisk tennisspelare.
- 25 februari – Park Ji-Sung, sydkoreansk fotbollsspelare.

#### Mars
- 1 mars – Ana Hickmann, brasiliansk supermodell.
- 2 mars – Bryce Dallas Howard, amerikansk skådespelare.
- 3 mars – Bryan Steil, amerikansk politiker (republikan), ledamot av USA:s representanthus 2019–.
- 4 mars – Laura Michelle Kelly, brittisk skådespelare.
- 5 mars – Hanna Alström, svensk skådespelare.
- 6 mars – Ellen Muth, amerikansk skådespelare.
- 10 mars
  - Samuel Eto'o, kamerunsk fotbollsspelare.
  - Niklas Wykman, svensk politiker (Moderaterna) och statsråd.
- 11 mars – David Anders, amerikansk skådespelare.
- 15 mars – Veronica Maggio, svensk sångerska.
- 21 mars – Kristoffer Svensson, svensk komiker, programledare och författare.
- 23 mars – Maria Malmer Stenergard, svensk politiker (Moderaterna), utrikesminister 2024–
- 28 mars – Julia Stiles, amerikansk skådespelare.
- 29 mars – Mattias Andréasson, svensk sångare.

### Andra kvartalet

#### April
- 1 april – Hannah Spearritt, brittisk sångerska och skådespelare.
- 2 april
  - Bethany Joy Lenz, amerikansk skådespelare.
  - Hayden Christensen, kanadensisk skådespelare.
- 6 april – Aidonia, jamaicansk reggaemusiker.
- 9 april – Ireneusz Jeleń, polsk fotbollsspelare.
- 9 april - Eric Harris, Amerikansk massmördare
- 10 april – Liz McClarnon, brittisk sångare.
- 12 april – Tulsi Gabbard, amerikansk politiker (Demokraterna), ledamot av USA:s representanthus 2013–2021.
- 19 april – Martin Havlát, tjeckisk ishockeyspelare.
- 23 april – Regina Kevius, svensk politiker (Moderaterna).
- 24 april – Josephine Alhanko, svensk skådespelare.
- 25 april
  - Felipe Massa, brasiliansk racerförare.
  - Anja Pärson, svensk alpin skidåkare.
- 27 april – Fabrizio Faniello, maltesisk sångare.
- 28 april – Jessica Alba, amerikansk skådespelare.

#### Maj
- 5 maj – Craig David, brittisk sångare.
- 7 maj – Maria Radner, tysk operasångare.
- 8 maj – Björn Dixgård, svensk musiker (Mando Diao).
- 12 maj – Rami Malek, egyptisk-amerikansk skådespelare.
- 13 maj – Rebecka Liljeberg, svensk skådespelare.
- 15 maj
  - Jamie-Lynn Sigler, amerikansk skådespelare.
  - Patrice Evra, fransk fotbollsspelare
- 17 maj – Lim Jeong-hee, sydkoreansk sångerska.
- 18 maj – Zou Shiming, kinesisk amatörboxare.
- 20 maj – Iker Casillas, spansk fotbollsspelare.
- 23 maj – Gwenno Pipette, walesisk sångare.
- 26 maj – Erik Ljung, svensk regissör, musiker och låtskrivare.
- 27 maj – Alina Cojocaru, rumänsk balettdansare.
- 28 maj – Aaron Schock, amerikansk politiker (Republikanerna), ledamot av USA:s representanthus 2009–2015.
- 30 maj
  - Devendra Banhart, amerikansk musiker.
  - Gianmaria Bruni, italiensk racerförare.

#### Juni
- 1 juni – Amy Schumer, amerikansk komiker och skådespelare.
- 7 juni – Anna Kournikova, rysk tennisspelare.
- 8 juni – Pär Sundström, svensk basist, medgrundare av Sabaton.
- 9 juni – Natalie Portman, israelisk-amerikansk skådespelare.
- 11 juni – Fjodor Fjodorov, rysk ishockeyspelare.
- 12 juni – Adriana Lima, brasiliansk fotomodell.
- 13 juni – Chris Evans, amerikansk skådespelare
- 14 juni
  - Elano, brasiliansk fotbollsspelare.
  - Johannes Finnlaugsson, svensk ståuppkomiker.
- 15 juni
  - Kodjo Akolor, svensk programledare, skådespelare och programledare i radio och TV.
  - Billy Martin, amerikansk musiker (Good Charlotte).
- 21 juni – Brandon Flowers, amerikansk sångare (The Killers).
- 30 juni – Pekka Aittakumpu, finländsk politiker och präst.

### Tredje kvartalet

#### Juli
- 8 juli – Anastasija Myskina, rysk tennisspelare.
- 24 juli – Summer Glau, amerikansk skådespelare och balettdansare.
- 25 juli – Denis Nesci, italiensk politiker.
- 27 juli – Ulf Einarsson, svensk bandyspelare.
- 29 juli – Fernando Alonso, spansk racerförare.
- 31 juli – Ana Claudia Michels, brasiliansk fotomodell.

#### Augusti
- 3 augusti
  - Michelle Courtens, nederländsk sångerska.
  - Ingvild Stensland, norsk fotbollsspelare
- 4 augusti – Meghan, hertiginna av Sussex, amerikansk skådespelare och hertiginna av Sussex
- 6 augusti – Vitantonio Liuzzi, italiensk racerförare.
- 8 augusti
  - Roger Federer, schweizisk tennisspelare.
  - Bradley McIntosh, brittisk musiker.
- 12 augusti – Djibril Cissé, fransk fotbollsspelare.
- 24 augusti – Chad Michael Murray, amerikansk skådespelare.
- 25 augusti – Rachel Bilson, amerikansk skådespelare.
- 26 augusti – Daniel da Silva, svensk dansare.
- 28 augusti – Martin Erat, tjeckisk ishockeyspelare.

#### September
- 4 september – Beyoncé Knowles, amerikansk sångerska.
- 11 september - Dylan Klebold, amerikansk massmördare
- 12 september
  - Krissy Wendell, amerikansk ishockeyspelare
  - Jennifer Hudson, amerikansk sångerska och skådespelare
- 14 september – Miyavi, japansk rockartist.
- 16 september – Alexis Bledel, amerikansk skådespelare.
- 18 september
  - Lasse Kukkonen, finländsk ishockeyspelare.
  - David Lafata, tjeckisk fotbollsspelare.
  - Jennifer Tisdale, amerikansk skådespelare och fotomodell.
- 19 september – Rick DiPietro, amerikansk ishockeymålvakt.
- 21 september – Nicole Richie, amerikansk skådespelare och sångare.
- 26 september – Serena Williams, amerikansk tennisspelare.

### Fjärde kvartalet

#### Oktober
- 1 oktober – Jamelia, brittisk sångerska.
- 3 oktober
  - Zlatan Ibrahimović, svensk fotbollsspelare.
  - Andreas Isaksson, svensk fotbollsspelare.
- 6 oktober – Mikael Dorsin, svensk fotbollsspelare.
- 14 oktober – Hannes Westberg, svensk aktivist.
- 15 oktober
  - Jelena Dementieva, rysk tennisspelare.
  - Christina Santiago, amerikansk fotomodell och skådespelare.
- 20 oktober – Stefan Nystrand, svensk simmare.
- 24 oktober
  - Jemima Rooper, brittisk skådespelare.
  - Tila Nguyen, amerikansk fotomodell och skådespelare.
- 27 oktober – Salem Al Fakir, svensk artist.
- 28 oktober – Milan Baroš, tjeckisk fotbollsspelare.
- 30 oktober – Ivanka Trump, amerikansk affärskvinna och fotomodell, dotter till Donald Trump och Ivana Trump.

#### November
- 16 november – Anna Lindberg, svensk simhoppare.
- 17 november – Sarah Harding, brittisk sångerska (Girls Aloud).
- 20 november – Kimberley Walsh, brittisk sångerska (Girls Aloud).
- 25 november – Jenna Bush Hager, amerikansk TV-programledare, dotter till George W. Bush och Laura Bush, tvillingsyster till Barbara Pierce Bush.
- 26 november – Natasha Bedingfield, brittisk sångare.
- 29 november – Mikko Savola, finländsk politiker.

#### December
- 2 december – Britney Spears, amerikansk sångerska.
- 10 december – Caleb Ross, nyzeeländsk skådespelare.
- 11 december – Javier Saviola, argentinsk fotbollsspelare.
- 14 december – Liam Lawrence, engelsk fotbollsspelare.
- 16 december – Alphonse Leweck, luxemburgsk fotbollsspelare.
- 27 december
  - Lise Darly, fransk sångerska.
  - Emilie de Ravin, australisk skådespelare.

## Avlidna

### Första kvartalet

#### Januari
- 1 januari – Björn Lindskog, 75, svensk militär och författare.
- 5 januari – Harold Urey, 87, amerikansk fysiker och kemist, Nobelpristagare i kemi 1934.
- 6 januari – A.J. Cronin, 84, brittisk (skotsk) författare.
- 11 januari – Jirō Horikoshi, 78, japansk flygplanskonstruktör.
- 19 januari – Francesca Woodman, 22, amerikansk fotograf.
- 23 januari – Samuel Barber, 70, amerikansk kompositör.

#### Februari
- 4 februari – Holger Henning, 75, svensk militär.
- 9 februari – Bill Haley, 55, amerikansk rockmusiker.
- 15 februari – Mike Bloomfield, 37, amerikansk bluesmusiker.
- 16 februari – Herman Wirth, 95, nederländsk historiker.
- 18 februari – Gösta ”Snoddas” Nordgren, 54, svensk sångare och bandyspelare.[1]
- 19 februari – Sven Hugo Borg, 84, svensk-amerikansk skådespelare.
- 25 februari – Maria Åkerblom, 82, finländsk predikant.

#### Mars
- 4 mars – E.Y. Harburg, 84, amerikansk manusförfattare, sångtextförfattare och kompositör.
- 9 mars – Max Delbrück, 74, tysk-amerikansk biofysiker, Nobelpristagare i fysiologi eller medicin 1969.
- 15 mars
  - René Clair, 82, fransk filmregissör och författare.
  - Sten Wåhlin, 67, svensk militär.
- 21 mars – Per-Axel Arosenius, 60, svensk skådespelare.
- 23 mars – Mike Hailwood, 40, brittisk racerförare.
- 25 mars
  - Roy Brown, 60, amerikansk musiker.
  - Verner Korsbäck, 70, finländsk politiker.
- 27 mars
  - Olle Björklund, 64, svensk skådespelare och TV-reporter.
  - John Elfström, 78, svensk skådespelare.
- 29 mars – Eric Williams, 69, trinidadisk politiker, Trinidad och Tobagos premiärminister 1962–1981.
- 30 mars – Thor Nis Christiansen, 23, amerikansk seriemördare.

### Andra kvartalet

#### April
- 3 april – Juan Trippe, 81, amerikansk företagsledare och flygpionjär.
- 8 april – Omar Bradley, 88, amerikansk militär.
- 9 april – Eric Gustafson, 83, svensk skådespelare och sångare.
- 12 april
  - Tor Bergström, 80, svensk sångtextförfattare, manusförfattare och kompositör.
  - Joe Louis, 66, amerikansk tungviktsboxare, världsmästare 1937–1949.
- 24 april – Margarita av Grekland, 76, grekisk prinsessa.
- 26 april
  - Madge Evans, 71, amerikansk skådespelare och fotomodell.
  - Jim Davis, 71, amerikansk skådespelare.
- 27 april – Finn Bernhoft, 83, norsk skådespelare.

#### Maj
- 2 maj
  - Richard Barstow, 73, amerikansk filmregissör och koreograf.
  - Olle Bærtling, 69, svensk målare och skulptör.
  - David Wechsler, 85, amerikansk psykolog.
- 5 maj – Bobby Sands, 27, irländsk politiker och republikan.
- 6 maj – Elna Hellman, 84, finländsk skådespelare.
- 11 maj
  - Odd Hassel, 83, norsk kemist, Nobelpristagare i kemi 1969.
  - Bob Marley, 36, jamaicansk musiker och låtskrivare[25].
- 13 maj – Minna Larsson, 93, svensk skådespelare.
- 18 maj – William Saroyan, 72, armenisk-amerikansk författare.
- 20 maj – Lauri Pihkala, 93, finländsk idrottsteoretiker, upphovsman till blixtboll och boboll.
- 23 maj – Linnéa Edgren, 77, svensk skådespelare.
- 28 maj
  - Mary Lou Williams, 71, amerikansk jazzpianist.
  - Stefan Wyszyński, 79, polsk kardinal, Polens primas och ärkebiskop 1948–1981.
- 30 maj – Peter Lindgren, 65, svensk skådespelare.

#### Juni
- 1 juni – Fanni Halonen, 78, finländsk skådespelare.
- 2 juni – Karl Lärka, 88, svensk lantbrukare och dokumentärfotograf.
- 8 juni – Lidija Lopuchova, 88, rysk balettdansare.
- 10 juni – Jenny Maxwell, 39, amerikansk skådespelare.
- 20 juni – Pee Wee Erwin, 68, amerikansk jazztrumpetare.
- 23 juni – Zarah Leander, 74, svensk sångerska och skådespelare[8].
- 29 juni – Antero Kivi, 77, finländsk friidrottare.
- 30 juni – Erik Sjögren, 54, svensk balettdansör och skådespelare.

### Tredje kvartalet

#### Juli
- 1 juli – Marcel Breuer, 79, ungersk arkitekt och möbelformgivare.
- 8 juli – Sigfrid Leander, 88, svensk författare och folkbildare.
- 13 juli – Karl Kinch, 88, svensk skådespelare, teaterledare, regissör och operettsångare (tenor).
- 24 juli – Greta Almroth, 93, svensk skådespelare.
- 27 juli – William Wyler, 79, amerikansk regissör.

#### Augusti
- 2 augusti – Delfo Cabrera, 62, argentinsk maratonlöpare.
- 3 augusti – Seymour Österwall, 73, svensk jazzmusiker, orkesterledare och kompositör.
- 4 augusti
  - Melvyn Douglas, 80, amerikansk skådespelare.
  - Nils Holmberg, 78, svensk journalist, författare och politiker (kommunist), ledamot av Sveriges riksdag 1944–1946.
- 27 augusti – Valerij Charlamov, 33, sovjetisk ishockeyspelare.
- 30 augusti
  - Mohammad Ali Rajai, 48, iransk politiker, Irans premiärminister 1980–1981, president 1981.
  - Vera-Ellen, 60, amerikansk dansare och skådespelare.

#### September
- 1 september – Albert Speer, 76, tysk arkitekt och nazistisk politiker.
- 8 september – Hideki Yukawa, 74, japansk fysiker, Nobelpristagare i fysik 1949.
- 9 september – Jacques Lacan, 80, fransk psykoanalytiker.
- 12 september – Eugenio Montale, 84, italiensk författare, Nobelpristagare i litteratur 1975.
- 14 september – Michael DiSalle, 73, amerikansk politiker (demokrat), Ohios guvernör 1959–1963.
- 16 september – Nina Scenna, 74, svensk skådespelare.
- 20 september
  - Arne Källerud, 67, svensk skådespelare.
  - Bill Shankly, 68, engelsk fotbollstränare.
- 27 september – Bronislaw Malinowski, 30, polsk friidrottare.
- 28 september – Rómulo Betancourt, 73, venezolansk politiker.

### Fjärde kvartalet

#### Oktober
- 6 oktober – Anwar Sadat, 62, egyptisk militär och politiker, Egyptens president 1970–1981, mottagare av Nobels fredspris 1978.
- 12 oktober
  - Carl-Axel Heiknert, 57, svensk skådespelare och regiassistent.
  - Yngve Westerberg, 75, svensk kompositör.
- 13 oktober – Nils Asther, 84, svensk skådespelare.
- 15 oktober – Håkan Westergren, 82, svensk skådespelare.
- 16 oktober – Moshe Dayan, 66, israelisk militär och politiker, Israels jordbruksminister 1959–1964, försvarsminister 1967–1974, utrikesminister 1977–1979.
- 23 oktober – Thurman C. Crook, 90, amerikansk politiker (demokrat), ledamot av USA:s representanthus 1949–1951.
- 24 oktober – Edith Head, 83, amerikansk modeskapare och kostymör.
- 29 oktober – Georges Brassens, 60, fransk vissångare och kompositör.

#### November
- 3 november
  - Verner Karlsson, 75, svensk musiker.
  - Isa Quensel, 76, svensk skådespelare.
- 7 november – William A. Dawson, 78, amerikansk politiker (republikan), ledamot av USA:s representanthus 1947–1949 och 1953–1959.
- 10 november – Abel Gance, 92, fransk filmregissör.
- 11 november – Erwin Schulz, 80, tysk SS-officer och dömd krigsförbrytare.
- 12 november – William Holden, 63, amerikansk skådespelare.
- 21 november – Sir Hans Krebs, 81, tysk-brittisk biokemist, Nobelpristagare i fysiologi eller medicin 1953.
- 26 november – Hans Theselius, 62, svensk musiker.
- 27 november
  - Max Euwe, 80, nederländsk schackspelare.
  - Lotte Lenya, 83, österrikisk-amerikansk sångare och skådespelare.
- 29 november – Natalie Wood, 43, amerikansk skådespelare.

#### December
- 8 december – Hilding Björklund, 84, svensk civilingenjör.
- 14 december – Karl Jonsson, 90, svensk kamrer, inspicient och skådespelare.
- 17 december – Mehmet Shehu, 68, albansk politiker och militär, Albaniens premiärminister 1954–1981.
- 18 december – Edit Ernholm, 82, svensk skådespelare.
- 23 december – Sir Reginald Ansett, 72, australisk företagsledare.
- 27 december – Hoagy Carmichael, 82, amerikansk kompositör, textförfattare, musiker och skådespelare.
- 28 december – Nils Jacobsson, 81, svensk skådespelare.

## Nobelpris[26]
- Fysik
  - Nicolaas Bloembergen, USA
  - Arthur L Schawlow, USA
  - Kai M Siegbahn, Sverige
- Kemi
  - Kenichi Fukui, Japan
  - Roald Hoffmann, USA
- Medicin
  - Roger W Sperry, USA
  - David H Hubel, USA
  - Torsten N Wiesel, Sverige
- Litteratur – Elias Canetti, Storbritannien
- Fred – Förenta Nationernas flyktingkommissariat, UNHCR
- Ekonomi – James Tobin, USA

### Fotnoter
1. 1 2 3 4 5 6 7 8 9 10 11 12 13 14 15 16 17 18 19 20  20:e århundrades När Var Hur – 1981, Bernt Himmelstedt, Forum, 1999
2. 1 2 3 4 5 6 7 8 9  Faktakalendern 1996, Semic, 1995
3. 1 2 3 4 5 6 7 8 9 10  100 år med Aftonbladet – 1981, 1999
4. 1 2 3 4  Faktakalendern 1997, Semic, 1996
5. 1 2 3 4 5 6 7 8 9  Sverige 1900-talet – 1981, NE, Bra Böcker, 2000
6. ↑  ”100 år med Aftonbladet”. http://wwwc.aftonbladet.se/special/1900/80/dallas.html. – Vi älskade att hata JR– och lida med Pam, 1999
7. ↑  Sverige 1900-talet – 1982, NE, Bra Böcker, 2000
8. 1 2 3 4 5 6 7 8 9 10 11 12 13 14 15 16  Hundra år i Sverige – 1981, Hans Dahlberg, Albert Bonniers, 1999
9. 1 2 3  Faktakalendern 2000 – 1981 (Utlandet), Semic, 1999
10. ↑  Horisont 1981, Bertmarks förlag, sidan 99 - Fälldin i Kina träffade Deng
11. ↑  Horisont 1981, Bertmarks förlag, sidan 115 - Tre ihjältrampade inför rockkonsert
12. 1 2 3  Faktakalendern 2000 – 1981 (Sverige), 1999
13. ↑  ”Sveriges Dövas Riksförbund 2006 - Teckenspråkets dag”. Arkiverad från originalet den 3 maj 2015. https://web.archive.org/web/20150503015041/http://sdr.org/teckensprak/teckensprakets-dag.
14. 1 2  Faktakalendern 2006, Semic, 2005
15. ↑  Horisont 1981, Bertmarks, sidan 155 - Orehag SÖ-chef
16. ↑  Ohlsson, Per Göran; Jan Svensson, Hans Blackman (10 2015). ”1G - analoga mobiltelefonsystem”. Ericssons mobiltelefoner 1983-2001. Lund: Roos & Tegnér. sid. 18. Libris 17064631. ISBN 978-91-86691-98-1. http://www.harryhotline.se/
17. ↑  ”The Bombing of Beirut”. Journal of Palestine Studies "11" (1):  ss. 218–225. 13 juni 1981. doi:10.1525/jps.1981.11.1.00p0366x. ISSN 0377-919X.
18. ↑  ”80Music.about.com”. 80Music.about.com. 1 augusti 1981. Arkiverad från originalet den 28 juli 2011. https://web.archive.org/web/20110728114843/http://80music.about.com/od/80sbackgroundcultu2/p/mtvprofile.htm. Läst 7 augusti 2010.
19. 1 2  ”USA:s militära insatser i utlandet”. Arkiverad från originalet den 9 december 2013. https://web.archive.org/web/20131209174005/http://www.history.navy.mil/library/online/forces.htm. Läst 31 januari 2011.
20. ↑  ”World Statesmen”. http://www.worldstatesmen.org/Belize.html.
21. ↑  Horisont 1981, Bertmarks förlag, sidan 231 - Giljotinen avskaffades
22. ↑  Horisont 1981, Bertmarks förlag, sidan 241 - Astrid L. visade upp Ronja
23. ↑  ”World Statesmen”. http://www.worldstatesmen.org/Syria.html#Golan.
24. ↑  Sverige 1900-talet – Kommunikativ, snabb, snål, skön och säker design, NE, Bra Böcker, 2000
25. ↑  ”Det hände i dag”. http://webnews.textalk.com/se/calendar.php?id=9747&type=month&ds=20100511&list=true.
26. ↑  ”Nobelpriset”. https://www.nobelprize.org/prizes/lists/all-nobel-prizes/. Läst 10 april 2011.